# Zbrodnia w Zakroczymiu
Zbrodnia w Zakroczymiu – masowy mord na polskich jeńcach wojennych oraz cywilnych mieszkańcach Zakroczymia popełniony przez oddziały niemieckie podczas kampanii wrześniowej 1939. Do zbrodni doszło 28 września 1939, tuż po kapitulacji twierdzy Modlin, gdy esesmani z Dywizji Pancernej „Kempf” mimo trwającego rozejmu niespodziewanie zaatakowali przygotowujących się do złożenia broni polskich żołnierzy. Według niektórych źródeł w Zakroczymiu zginęło tego dnia około 500 jeńców oraz około 100 cywilnych mieszkańców miasta.

## Kapitulacja Modlina
Podczas wojny obronnej Polski w 1939 roku Zakroczym wraz z przylegającym do niego Fortem nr 1 stanowił ważny element systemu obrony Twierdzy Modlin, za którego utrzymanie odpowiadała 2 Dywizja Piechoty Legionów. Niemieckie oblężenie tzw. Obozu Warownego „Modlin” trwało od 14 do 29 września 1939. Mimo posiadanej przewagi liczebnej i technicznej Niemcom nie udało się przełamać nigdzie polskiej obrony. Na odcinku Zakroczym kilka niemieckich natarć zostało odpartych przez żołnierzy 2 Pułku Piechoty Legionów. 28 września dowódca garnizonu modlińskiego gen. Wiktor Thommée postanowił jednak ze względu na kończące się zapasy amunicji, żywności i leków oraz beznadziejną sytuację ogólną (dzień wcześniej postanowiło skapitulować dowództwo obrony Warszawy), rozpocząć rozmowy kapitulacyjne. Zgodnie z rozkazem dowództwa twierdzy polscy żołnierze przerwali na czas pertraktacji działania bojowe i już o świcie 28 września wywiesili białe flagi w dobrze widocznych miejscach na linii umocnień.

## Rzeź jeńców i ludności cywilnej
Mimo formalnego obowiązywania rozejmu esesmani z Dywizji Pancernej „Kempf” przypuścili rankiem 28 września niespodziewany atak na polskie pozycje pod Zakroczymiem, gdzie żołnierze 2 DP Leg. szykowali się już do złożenia broni. Zgodnie z meldunkiem złożonym gen. Thommée przez ppłk. Laliczyńskiego (dowódcę 4 Pułku Piechoty Legionów) „oddział niemiecki, korzystając z zawieszenia broni, przekroczył bez oporu i powodu linię placówek polskich, biegiem doszedł do plutonów, które bez broni odpoczywały przed schronem i bez uprzedzenia otworzył ogień”.
Dziesiątki żołnierzy zostało zamordowanych przez esesmanów. Co najmniej 54 żołnierzy z 32 pułku piechoty zginęło w okopach, a kolejnych dwunastu przy ul. Nowowiejskiej w Zakroczymiu. Kapitan Tadeusz Wojciech Dorant, dowódca III batalionu w 2 Pułku Piechoty Legionów, został wraz z kilkoma swoimi podwładnymi spalony żywcem miotaczem płomieni, gdy z podniesionymi rękami wychodził ze schronu. Jedna z opublikowanych jeszcze podczas wojny relacji mówi o wymordowaniu „całego plutonu” jeńców, którym Niemcy mieli kazać klęczeć z podniesionymi rękoma i których następnie wymordowali ogniem broni maszynowej. Ponadto część jeńców miała zostać przewieziona do Zakroczymia i tam rozstrzelana pod murem cmentarza żydowskiego lub na Gałachach. W drodze do punktów zbiorczych polscy żołnierze widzieli liczne ciała swoich kolegów, których ułożenie świadczyło o tym, iż zostali zabici już po zakończeniu walki. Oszczędzonych jeńców Niemcy potraktowali bardzo brutalnie, bijąc ich, kopiąc oraz zmuszając do wielogodzinnego stania z rękami podniesionymi do góry. Oficerowie, którzy próbowali interweniować w obronie swoich podwładnych, również byli bici.
Równie brutalnie potraktowali Niemcy ludność cywilną Zakroczymia. W zajętym mieście esesmani rozstrzelali wielu mieszkańców, zwłaszcza pochodzenia żydowskiego. Do domów i piwnic wrzucano granaty, zabijając lub raniąc wiele osób. Niemieccy żołnierze włamywali się do domów i mieszkań, dokonując następnie rabunków i niszczenia mienia. Wiele zabudowań zostało podpalonych.
Trudno jest precyzyjnie określić liczbę ofiar zbrodni w Zakroczymiu. We wspomnianym wyżej meldunku ppłk Laliczyński raportował, iż zamordowanych zostało „kilkuset” żołnierzy. Kazimierz Szczerbatko oceniał w oparciu o zeznania świadków złożone po wojnie, że zamordowanych zostało ok. 500 jeńców oraz ok. 100 osób cywilnych. Podczas pobytu w obozie jenieckim w Działdowie gen. Thommée polecił ppłk. Laliczyńskiemu przeprowadzenie śledztwa w sprawie dokonanej przez Niemców zbrodni. Nie są jednak znane jego rezultaty.